# ФК Интер Запрешич
НК „Интер“ (Запрешич) (на хърватски: Nogometni klub Inter Zaprešić е хърватски футболен отбор от град Запрешич, Загребска жупания. Основан е в Кралство Югославия.
Състезава се в Първа хърватска футболна лига – Висшата хърватска лига.

## История
Клубът е основан през 1929 година. В началото носи името „Сава“, след това – „Югокерамика“ на името на спонсора, керамична фабрика. От 2003 година се преименува на „Интер“ Запрешич.
Най-големият успех на клуба е първото място в турнира, провел се в края на 1991 година и признат като футболен шампионат на хърватската република. „Интер“ е първия хърватски клуб, играл зад граница срещу английския Брайтън. Клубът носи прякора „грънчарите“ заради спонсора. Играе домакинските си срещи на стадион „ШРЦ Запрешич“ Арената се състои от две части: западната е с капацитет за 3 028 зрители, а източната е с 400 седящи и 1 100 правостоящи места.

## Предишни имена
| Години      | Име                                               |
| ----------- | ------------------------------------------------- |
| 1929 – 1932 | „НК Сава“ NK Sava                                 |
| 1932 – 1945 | „ХШК Йелачич“ HŠK Jelačić                         |
| 1945 – 1962 | „НК Запрешич“ NK Zaprešić                         |
| 1962 – 1991 | „НК Югокерамика“ NK Jugokeramika                  |
| 1991 – 2003 | „НК Инкер Запрешич“ NK Inkerr Zaprešić            |
| 2003 –      | „НК Интер Запрешич“ Nogometni klub Inter Zaprešić |

## Известни играчи
- Звонимир Солдо
- Крунослав Юрчич
- Ведран Чорлука
- Лука Модрич
- Петар Кърпан
- Михаел Микич
- Томислав Дуймович
- Едуардо да Силва

## Български футболисти
- Борислав Цонев: 2019/20 - (36 мача - 8 гола)

## Успехи
- Първа хърватска футболна лига:
  -  Сребърен медалист (1): 2004/05
- Слободна Хърватска:
  -  Шампион (1): 1991
- Друга Хърватска Ногометна лига: (2 ниво)
  -  Шампион (2): 2006/07, 2014/15
- Купа на Хърватия:
  -  Носител (1): 1991/92
- Суперкупата на Хърватия:
  -  Финалист (1): 1992